# الیزابت هاسلبک
الیزابت هاسلبک (انگلیسی: Elisabeth Hasselbeck؛ زاده ۲۸ مهٔ ۱۹۷۷) یک مجری تلویزیون، و روزنامه‌نگار اهل ایالات متحده آمریکا است. وی از سال ۲۰۰۱ میلادی تاکنون مشغول فعالیت بوده‌است.